# Bruxelles-Ingooigem 1959
La Bruxelles-Ingooigem 1959, dodicesima edizione della corsa, si svolse il 17 giugno. Fu vinta dal belga Noël Foré della squadra Groene Leeuw-Sinalco-SAS davanti ai connazionali e compagni di squadra Willy Schroeders e Oswald Declercq.

## Ordine d'arrivo (Top 10)
| Pos. | Corridore          | Squadra                  | Tempo    |
| ---- | ------------------ | ------------------------ | -------- |
| 1    | Noël Foré          | Groene Leeuw-Sinalco-SAS | 6h14'00" |
| 2    | Willy Schroeders   | Groene Leeuw-Sinalco-SAS |          |
| 3    | Oswald Declercq    | Groene Leeuw-Sinalco-SAS |          |
| 4    | Frans De Mulder    | Groene Leeuw-Sinalco-SAS |          |
| 5    | Willy Truye        | Mercier-BP-Hutchinson    |          |
| 6    | Jan Van Gompel     | Libertas-Eura Drinks     |          |
| 8    | Kwik Van Kerckhove | Carpano                  |          |
| 9    | Arthur Decabooter  | Groene Leeuw-Sinalco-SAS |          |
| 10   | Jozef Schils       | Faema-Guerra             |          |